# Notarztwagen 7
Notarztwagen 7 est une série télévisée dramatique allemande en treize épisodes de 25 minutes créée par Bruno Hampel, diffusée du 1er décembre 1976 au 23 mars 1977 sur ARD.
Cette série est inédite dans tous les pays francophones.

## Distribution
- Joachim Bliese (de) : Dr Günter Brandenberg
- Emely Reuer (de) : Dr Barbara Kersten
- Herbert Dillenseger : Herbert Dillen
- Horst Keller : Horst Weber
- Paul Sobania : Otto Reichert
- Alfred Zorbach : Alfred Zorbach